# Mississippi John Hurt
Mississippi John Hurt (Teoc, Mississippi 1893. július 3. – Grenada, Grenada megye, Mississippi, 1966. november 2.) eredeti neve John Smith Hurt amerikai country-blues zenész.
Hurt 1903-ban, kilenc-tízéves korában kezdett el gitározni. Kellemes, lágy hangja volt, emellett kifejlesztett egy háromujjas, rá jellemző pengetési technikát. Ifjúkorában leginkább a barátai számára és táncmulatságokon muzsikált, később sem vált profi zenésszé, hanem gazdálkodásból élt.
Ritkán utazott a 12 lemezfelvételen kívül, amit az Okeh Records cég rögzített 1928-ban. 
1960-ban újra felfedezték, ami a blues utáni érdeklődés újbóli fellendülését okozta. Akkoriban több fellépést vállalt, majd újból lemezre játszott olyan számokat, mint a Coffee blues és a Richland Woman, ezeknek nagy sikere volt.

## Diszkográfia

### 78 rpm
- Frankie and Johnny (1928)
- Stagger Lee (1928)
- Blessed Be the Name/Praying on the Old Camp Ground (1928)
- Blue Harvest Blues/John Henry|Spike Driver Blues (1928)
- Louis Collins/Got the Blues (Can't Be Satisfied) (1928)
- Make Me a Pallet on the Floor|Ain't No Tellin'/Avalon Blues (1928)

### Albumok
- Folk Songs and Blues (1963)
- Worried Blues (1964)
- Today! (Mississippi John Hurt album) (1966)
- The Immortal Mississippi John Hurt (1967)
- The Best of Mississippi John Hurt (live) (1970)
- Last Sessions (1972)
- Volume One of a Legacy (live) (1975)
- Monday Morning Blues: The Library of Congress Recordings – Volume One (1980)
- Avalon Blues: The Library of Congress Recordings – Volume Two (1982)
- Satisfied (live) (1982)
- The Candy Man (live) (1982)
- Sacred and Secular: The Library of Congress Recordings – Volume Three (1988)
- Avalon Blues (1989)
- Memorial Anthology (live) (1993)